# 齋藤芽生
齋藤 芽生（さいとう めお、1973年 - ）は、日本の画家。学位は博士（美術）（東京芸術大学・2001年）。東京芸術大学美術学部教授。
東京芸術大学美術学部講師などを歴任した。

## 来歴

### 生い立ち
東京都生まれ。1996年3月、東京芸術大学美術学部絵画科を卒業。それに伴い、学士（美術）の学位を取得。1998年3月、東京芸術大学大学院美術研究科絵画専攻の修士課程を修了。それに伴い、修士（美術）の学位を取得。2001年3月、東京芸術大学大学院美術研究科美術専攻の博士後期課程を修了。それに伴い、同年9月30日付で博士（美術）の学位を取得。

### 画家として
2010年、「VOCA展2010」にて佳作賞と大原美術館賞を受賞。同年、アートプロジェクト「隅田川新名所物語」（「GTS（芸大・台東・墨田観光アートプロジェクト）」の一環）を実施。また、2007年4月から2011年9月まで、東京芸術大学の美術学部にて講師を務めた。2011年10月、東京芸術大学の美術学部にて准教授に昇任した。

## 主な個展
- 2006年：「晒野団地四畳半詣」（ギャラリー・アートアンリミテッド：東京都港区）
- 2008年：「都市隠棲類図鑑part1『徒花園』」（同前）、「都市隠棲類図鑑part2『毒花図鑑／瑣事鑑』」（同前）
- 2009年：「遊隠地／百花一言絶句」（同前）
- 2019年：「線の迷宮〈ラビリンス〉Ⅲ 齋藤芽生とフローラの神殿」(目黒区美術館)

## 主な出版物
- 『カステラ、カステラ！（「月刊たくさんのふしぎ」2006年2月号）』（明坂英二：文、齋藤芽生：絵）　福音館書店、2006年
- 『吸血鬼のおはなし（「月刊たくさんのふしぎ」2009年3月号）』（八百板洋子：文、齋藤芽生：絵）　福音館書店、2009年
- 『徒花図鑑』（芸術新聞社）2011年